# Rondoniense Social Clube
O Rondoniense Social Clube é uma agremiação esportiva sediada na cidade de Porto Velho, capital do estado de Rondônia, que se profissionalizou em 1 de março de 2010.
O clube foi fundado por Antônio Tadeu de Oliveira com o intuito de ser um importante projeto social, criado com o objetivo de utilizar o esporte para a promoção da inclusão e da integração social de crianças e adolescentes. As cores tradicionais da equipe são as cores predominantes na bandeira do estado de Rondônia, o verde, o amarelo e o azul, sendo também o periquito como seu mascote.

## História
O projeto social dedicado à inclusão e à integração social surgiu em meados de 2007 sendo idealizado por Antônio Tadeu de Oliveira. Um sítio que era usado para o lazer pela família de Tadeu foi transformado em um CT composto por três campos oficiais e outros equipamentos esportivos. O projeto inicial visava apenas a promoção da inclusão e bem-estar social, porém o projeto se modernizou e passou a contar com uma metodologia de iniciação e formação de atletas visando a questão social.
Nos oito primeiros anos de atividades, mais de 2.000 crianças e adolescentes tiveram suas vidas de alguma maneira transformadas pelo esporte. Mais de 40 jovens atletas tiveram a oportunidade de fazerem testes em grandes clubes de diversos estados brasileiros, com destaque para o atleta Gabriel Vasconcelos, que aos 12 anos passou pelo projeto do Rondoniense SC, vestindo a camisa do Corinthians, da Seleção Brasileira (base) e atualmente no Joinville Esporte Clube..

### Profissionalismo
Nos últimos anos o Rondoniense Social Clube iniciou um importante processo de crescimento profissional. O clube iniciou essa nova era filiando-se à FFER podendo assim disputar os principais torneios e campeonatos de Categorias de Base.
O planejamento e a dedicação fora importantes para que a equipe conquistasse muitos títulos no âmbito juvenil, tornando-se o maior campeão de Divisões de Base de Porto Velho. No ano de 2016 a equipe fez sua estreia no futebol profissional adulto, disputando assim sua primeira partida oficial diante o Guajará, na cidade de Guajará-Mirim, partida essa que ficou empatada em 1-1, marcando assim o início do futebol profissional da equipe de Porto Velho. Conquistou seu primeiro título profissional, ganhado o Primeiro Turno do estadual nos pênalti contra o Genus atual campeão estadual.

## Títulos

### Futebol
| ESTADUAIS | ESTADUAIS              | ESTADUAIS | ESTADUAIS  |
|           | Competição             | Títulos   | Temporadas |
| --------- | ---------------------- | --------- | ---------- |
|           | Campeonato Rondoniense | 1         | 2016       |

## Estatísticas

### Participações
|  | Participações em 2023 |

| Competição | Competição             | Temporadas | Melhor campanha     | Estreia | Última | P | R |
| Rondônia   | Campeonato Rondoniense | 8          | Campeão (2016)      | 2016    | 2023   |   | 1 |
| Rondônia   | Segunda Divisão        | 1          | 3º colocado (2023)  | 2023    | 2023   | – |   |
|            | Copa Verde             | 1          | Semifinal (2017)    | 2017    | 2017   |   |   |
| Brasil     | Série D                | 1          | 46º colocado (2016) | 2016    | 2016   | – |   |
| Brasil     | Copa do Brasil         | 1          | 1ª fase (2017)      | 2017    | 2017   |   |   |

### Temporadas
Legenda:
| Campeão. Vice-campeão. Eliminado na semifinal. | Classificado à Copa Libertadores da América pela campanha no Campeonato Brasileiro. Classificado à Copa Libertadores da América pelo título da Copa do Brasil ou Copa Libertadores. Classificado à Copa Sul-Americana. | Rebaixado à divisão inferior. Campeão e promovido à divisão superior. Promovido à divisão superior. |

### Retrospecto em competições oficiais
Última atualização: Série D de 2016.
| Competição | Competição | Temporadas | Títulos | Pts. | J | V | E | D | GP | GC |
| ---------- | ---------- | ---------- | ------- | ---- | - | - | - | - | -- | -- |
| Brasil     | Série D    | 1          | –       | 7    | 6 | 2 | 1 | 3 | 8  | 14 |

## Símbolos

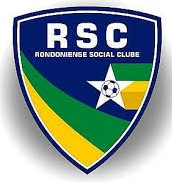
Escudo utilizado entre 2015 e 2017.

### Escudo
O escudo do Rondoniense SC leva as cores da bandeira do estado de Rondônia, o verde, o amarelo, o azul e o branco. O escudo é constituído por três faixas curvas nas cores amarelo, verde e azul do sentido inferior esquerdo para o superior direito; contém também uma estrela na cor branca sendo esta ligada a três faixas no lado direito nas cores verde e dois tons de amarelo; ao centro da estrela está presente uma bola de futebol; finalmente na área predominante azul do escudo está presente a abreviação e nomenclatura da equipe. Além do escudo apresentado, existe também uma variação do escudo da equipe, que se assemelha bastante ao brasão da CBF, porém com o desenho de um tucunaré à frente do brasão e a nomenclatura da equipe.

### Mascote
A equipe do Rondoniense possui um mascote, o primeiro adotado foi o tucunaré que é o mascote do estatuto oficial da equipe presente no Capítulo II Art. 9º. Porém foi substituído pelo Periquito na Gestão do presidente Ailton Arthur.

## Estrutura
O Rondoniense é o único clube de Porto Velho a possuir um Centro de Treinamentos. Trata-se de uma área de 47.500 metros quadrados tendo à disposição três campos de futebol. Nos próximos 4 anos, serão investidos mais de dois milhões de reais para a modernização do Centro de Treinamentos.

## Diretoria

### Gestão2015/2018
- Presidente: Ailton Arthur
- Vice Presidente: Antônio Tadeu de Oliveira
- Diretores financeiros: Rainier Carvalho da SIlva e Clayton Luiz Miranda
- Diretor Administrativo: Robério Gomes

#### Conselho Fiscal
- Presidente: José Jovial Pascoal da Silva;
- Diretor Conselheiro: José Maria Nogueira Paiva;
- Conselheira: Angela Oliveira Hernandes Miranda

##### Departamento de Futebol
- Diretor de Futebol: Antonio Tadeu de Oliveira;
- Gerente de Futebol Parma de Oliveira;
- Técnicos:

- Ariel Mamede Sousa
- Higo Magalhães
- Ricardo da Rocha

## Categorias de Base
O Rondoniense ficou conhecido como o maior clube formador de Rondônia. Titulo este conquistado pela dedicação e pela luta de oportunizar a crianças e adolescentes um futuro e uma melhor qualidade de vida através do esporte. Esse continuará sendo o grande objetivo do Rondoniense, só que de forma planejada e organizada.
Para isso, o Rondoniense esta buscando o Certificado de Clube Formador junto a CBF através da FFER. Mais do que isso, o Rondoniense, em 2013, protocolou um projeto no Ministério do Esporte através da Lei de Incentivo ao Esporte ao qual esta em analise técnica neste órgão. O projeto, orçado em mais de R$ 1 milhão, objetiva disponibilizar as crianças e adolescentes em formação todo suporte técnico, educacional, social e financeiro para uma formação mais adequada e com qualidade.
Em 2016 a Categoria Sub-17 se tornou Campeão Sub-17, e no ano de 2017 se tornou bicampeão estadual, sobe o comando de Parma de Oliveira,que fez um trabalho que colheu muitos frutos, disputando campeonato estadual Sub-17, atuando com time com atletas sub-16, se tornando campeão de forma honrosa, além ser campeão na aquele ano obteve melhor ataque do campeonato e artilheiro que Foi zagueiro Gabriel Leandro, pelo estadual no primeiro jogo a equipe do RSC enfrentou a equipe do Avaí  empatou em 1 a 1, com gol vicente depois enfrentou a equipe do Genus e empatou em 2 a 2  com dois gol de Yago, já no segundo turno venceu a equipe do Avaí de virada por 3 a 2  gol de joão, Lorival, boca, venceu a equipe do Genus por 5 a 1, garantindo melhor campanha do campeonato, além da vaga a final, no primeiro jogo da final perdeu de 3 a 1 x  Real Ariquemes, em Ariquemes, já no jogo da volt, realizado com mando Rondoniense, venceu a equipe do Real por  2 a 0 , levando jogo para os pênaltis evencendo por 4 a 2, sagrando-se bicampeão estadual 2017.